# Söpte, Vas
Söpte  este un sat în districtul Szombathely, județul Vas, Ungaria, având o populație de 787 de locuitori (2011). 

## Demografie
Componența etnică a satului Söpte
     Maghiari (97,67%)
     Germani (1,64%)
     Romi (0,68%)
Componența confesională a satului Söpte
     Romano-catolici (69,5%)
     Fără religie (3,94%)
     Luterani (2,29%)
     Reformați (1,52%)
     Necunoscută (21,86%)
     Alte religii (0,89%)
Conform recensământului din 2011, satul Söpte avea 787 de locuitori. Din punct de vedere etnic, majoritatea locuitorilor (97,67%) erau maghiari, cu o minoritate de germani (1,64%).  Din punct de vedere confesional, majoritatea locuitorilor (69,5%) erau romano-catolici, existând și minorități de persoane fără religie (3,94%), luterani (2,29%) și reformați (1,52%). Pentru 21,86% din locuitori nu este cunoscută apartenența confesională.